# Regresión (psicoanálisis)
La regresión es un mecanismo de defensa psíquico consistente en la vuelta a un nivel anterior del desarrollo. 

## Definición
Desde el punto de vista del psicoanálisis, Laplanche & Pontalis lo definen como sigue:

Dentro de un proceso psíquico que comporta una trayectoria o un desarrollo, se designa por regresión un retorno en sentido inverso, a partir de un punto ya alcanzado, hasta otro situado anteriormente.

Considerada en sentido tópico, la regresión se efectúa, según Freud, a lo largo de una sucesión de sistemas psíquicos que la excitación recorre normalmente según una dirección determinada.

En sentido temporal, la regresión supone una sucesión genética y designa el retorno del sujeto a etapas superadas de su desarrollo (fases libidinales, relaciones de objeto, identificaciones, etc.).

En sentido formal, la regresión designa el paso a modos de expresión y de comportamiento de un nivel inferior, desde el punto de vista de la complejidad, de la estructuración y de la diferenciación.

La mayoría de las veces, el término "regresión" es utilizado en psicoanálisis como un retorno a formas anteriores del desarrollo del pensamiento, de las relaciones de objeto y de la estructuración del comportamiento.
Inicialmente, Freud no describió la regresión desde un punto de vista puramente genético.

## Regresión en sentido tópico
En La interpretación de los sueños introduce el concepto de regresión para explicar un carácter importante del sueño. Explica allí que los pensamientos del sueño se presentan, en general, bajo la forma de imágenes sensoriales que le aparecen al sujeto en forma casi alucinatoria.
Para explicar esta característica se necesita una concepción tópica del aparato psíquico, en tanto formado por una serie de sistemas orientados. Durante la vigilia, estos sistemas son recorridos en sentido progrediente desde la percepción hacia la motilidad. En tanto que, en el estado del sueño, los pensamientos que no pueden acceder a la motilidad, regresan hasta el sistema percepción. Además, el soñar -en general- es una regresión al estado más temprano del soñante, donde se reanima su infancia y los modos de expresión que disponía en ese entonces, así como las mociones pulsionales que lo gobernaban.

## Regresión en sentido temporal
La significación temporal del concepto de regresión se va ampliando a medida que Freud estudia el desarrollo psicosexual del individuo.
Existen referencias a que sea posible un retorno de la libido a otras vías de satisfacción, en los Tres ensayos sobre teoría sexual, si bien no se menciona explícitamente la palabra regresión. Freud mismo señala que la idea de la regresión de la libido a un modo anterior de organización, fue un descubrimiento tardío. Recién luego que fuera descubriendo, entre los años 1910-1912, las fases del desarrollo psicosexual infantil, que se van sucediendo en un orden determinado, pudo definir el concepto de una regresión temporal.
Según describe en La predisposición a la neurosis obsesiva, se encontró con casos en los que, una vez establecida la organización sexual en la que se encontraba la predisposición a la neurosis obsesiva, nunca se la superó de modo completo. Y, también, con otros casos en los que esa fase de la organización sexual fue reemplazada en principio por la fase siguiente de organización y, luego, reactivada por regresión a partir de esta última.
Finalmente, Freud distingue tres clases de regresiones: Tópica, Temporal y Formal.
1. Tópica, en el sentido del esquema (del aparato psíquico que desarrolló en el capítulo 7, apartado B, de La interpretación de los sueños).
2. Temporal, en la que se regresa a formaciones psíquicas más antiguas, que se reactivan. Distingue una regresión en cuanto al objeto, una regresión en relación con la fase libidinal y una regresión en la evolución del yo.
3. Formal, cuando se cambian los modos de expresión y de figuración habituales por otros primitivos.

Sostiene, sin embargo que, los tres tipos de regresión son uno solo y que, en la mayor parte de los casos, coinciden, ya que lo más antiguo en el tiempo es, a su vez, lo primitivo en el sentido formal y lo más cercano al extremo perceptivo, en cuanto a la tópica psíquica.
El concepto de regresión formal es el menos usado por Freud, si bien podrían incluirse en esta denominación fenómenos en los que se da un retorno del proceso secundario al proceso primario (el paso del funcionamiento según la identidad de pensamiento a un funcionamiento según la identidad de percepción).
Freud, también insistió en la idea de que el pasado infantil, tanto del individuo como de la humanidad, permanecen en nosotros y que dichos estados primitivos pueden volver a instalarse.Los primitivos procesos mentales siguen existiendo junto con los productos más complejos que se desarrollan a partir de ellos y, en cualquier momento puede ocurrir una "regresión" hacia los mismos, confiriéndoles nueva vida.
El concepto de regresión es solidario al concepto de fijación. Los puntos de fijación conservan a lo largo de la vida, la condición de focos de atracción especiales, puntos hacia los cuales la energía libidinal "regresa" cada vez que aparecen dificultades. Si bien Freud le atribuye importancia a la regresión, no deja de insistir en que la regresión de la energía sólo puede producirse si hay algo a lo cual se regresa, algo que atrae hacia sí esa energía, nuevamente.
La idea de la reaparición del pasado en el presente puede pensarse, también, desde la noción de compulsión de repetición.